# アクロスモール春日
アクロスモール春日（アクロスモールかすが）は、福岡県春日市にあるショッピングセンター。大和ハウス工業グループの大和ハウスリアルティマネジメント（旧：大和情報サービス）が運営している。
西友が「ザ・モール」ブランドで運営していた「ザ・モール春日」を前身とする。本項では一括して記述する。

## 沿革
- 1997年3月 -「ザ・モール春日」開業。
- 2015年8月31日 - ザ・モール小倉が閉館。よって、九州唯一のザ・モールとなった。
- 2020年10月31日 -「ザ・モール春日」閉館。九州からザ・モール消滅。西友春日店及び大半のテナントは営業継続。
- 2020年11月2日 - 大和情報サービス（当時）へ運営移管、「アクロスモール春日」として暫定開業。
- 2021年4月29日 - 西友春日店がサニー春日店に改称[2]。
- 2021年6月25日 - リニューアルオープン。
- 2024年8月1日 - サニー春日店の運営が西友からゆめマート熊本に移管[3]

## ザ・モール春日
1997年3月に「ザ・モール春日」として開業した。西友系列のショッピングセンターで、西友春日店を核テナントとしていた。西友が施設を所有し、開業後は長らく西友の直営で運営してきたが、2020年4月よりJLLモールマネジメント（当時、現：JLLリテールマネジメント）へ管理を委託した。
福岡県にはかつて、北九州市にもう一つ「ザ・モール小倉」が存在したが、2015年8月31日付で閉館した。これにより県内における西友系列の総合スーパーは、2004年に西友の子会社となり、のちに西友の運営となった「サニー」店舗を除けば当店のみとなり、ザ・モールとしても当店が九州唯一の店舗となった。また、ザ・モール周南（山口県）及びザ・モール姫路（兵庫県）のゆめタウンへのリブランド以降は、西日本唯一のザ・モールともなっていた（東日本と西日本の区別のしがたい愛知県の店舗を除く。2022年に愛知県の店舗も消滅）。なお「ザ・モール小倉」の跡地にはサニーサイドモール小倉が開業している。
開業以来23年にわたり春日市を代表するショッピングセンターとして営業を続けてきたが、2020年10月31日をもって「ザ・モール春日」としての営業を終了、西日本から「ザ・モール」の店舗が姿を消した。

## アクロスモール春日
閉館後は直ちに大和ハウス系列の大和情報サービスが引き継ぎ、閉館2日後の11月2日より「アクロスモール春日」として暫定開業。ザ・モール春日時代の核店舗であった西友春日店も残り、モールと西友春日店は共に営業継続しながら改装を行っている。なお、核店舗の西友春日店に関しては2021年4月29日にサニー春日店にリブランドした。これによって、福岡県から西友運営による総合スーパーが消滅する事となった。
2021年6月25日、エディオン、デイリーファッションパレット、インキューブ西鉄等が出店し、リニューアルオープンした。その後、西友が九州から全面撤退する事に伴い、2024年8月1日からは西友から店舗を買収したゆめマート熊本がサニー春日店を運営している。

### 主なテナント
サニー春日店を核テナントとして、50店のテナントが入居している。
テナントの詳細については、公式サイト「ショップガイド」を参照。